# Johannes Andersson i Baltorp
Johannes Andersson, i riksdagen kallad Andersson i Baltorp, född 25 november 1841 i Lekåsa, Skaraborgs län, död 21 september 1915 i Tengene församling, var en svensk lantbrukare och riksdagsman. 
Andersson var ledamot av andra kammaren 1882-1884, invald i Åse, Viste, Barne och Laske domsagas valkrets. I riksdagen skrev han en egen motion om ändring i gällande grunder för rösträtt vid prästval. Han var ägare till egendomen Baltorp i Barne-Åsaka församling och införskaffade 1890 egendomen Marieberg med kvarn, såg och mejeri.